# Klütt

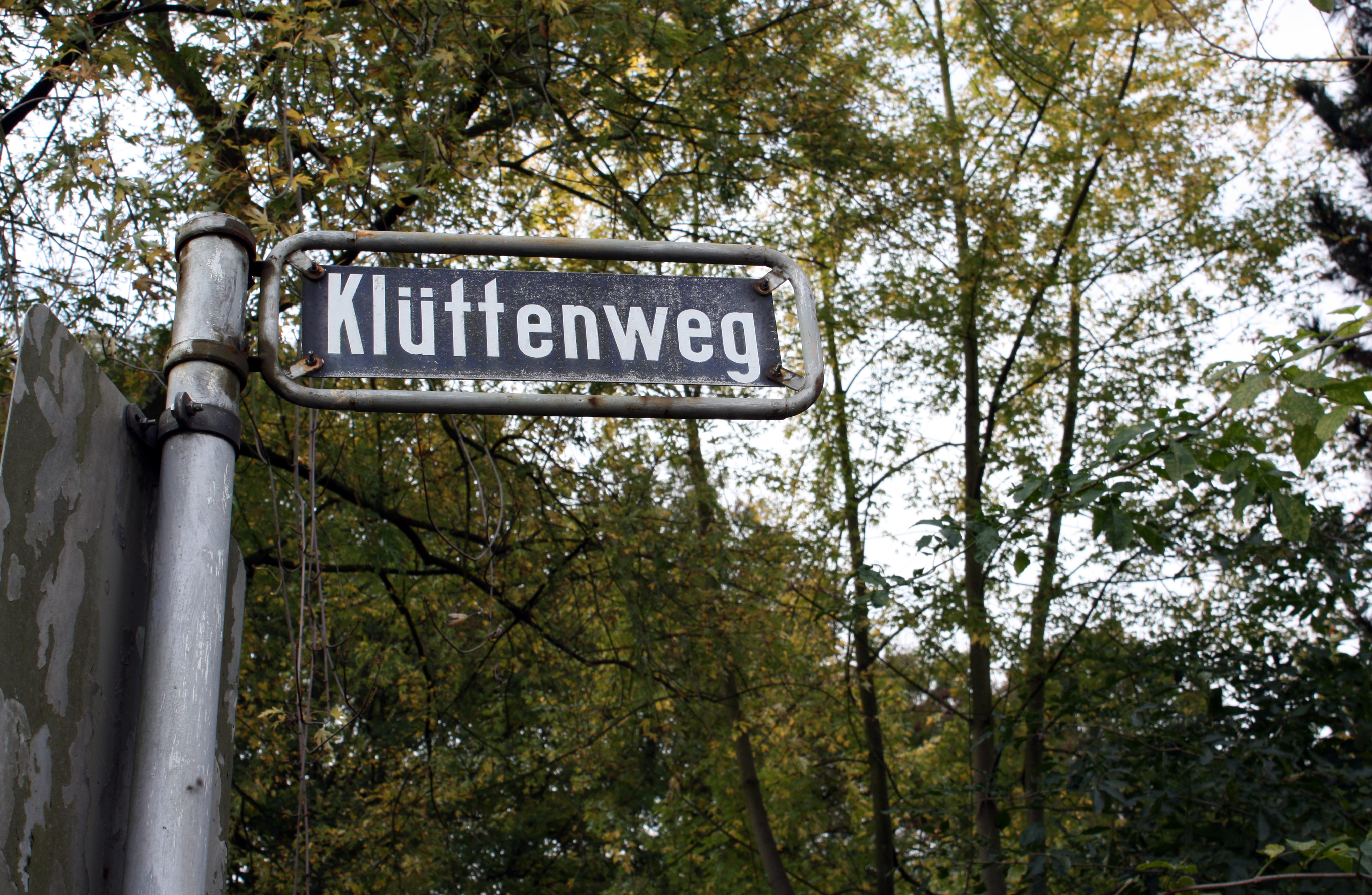
Straßenname Klüttenweg zur Erinnerung an den Braunkohleabbau in Hürth

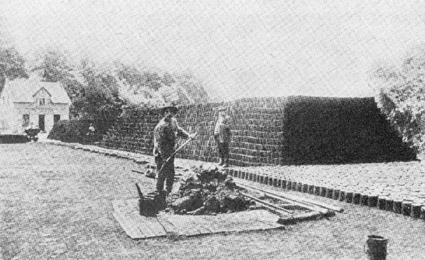
Traditionelle Klüttenherstellung auf der Grube Friedericke in Kierberg/Vochem (um 1865)

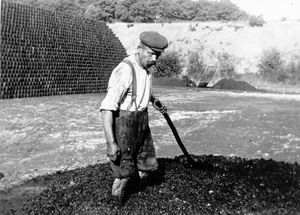
Klüttenbäcker auf der Grube Catharinenberg (bei Kierberg) beim Treten der Kohlemasse. Im Hintergrund die Halde der zu trocknenden Klütten

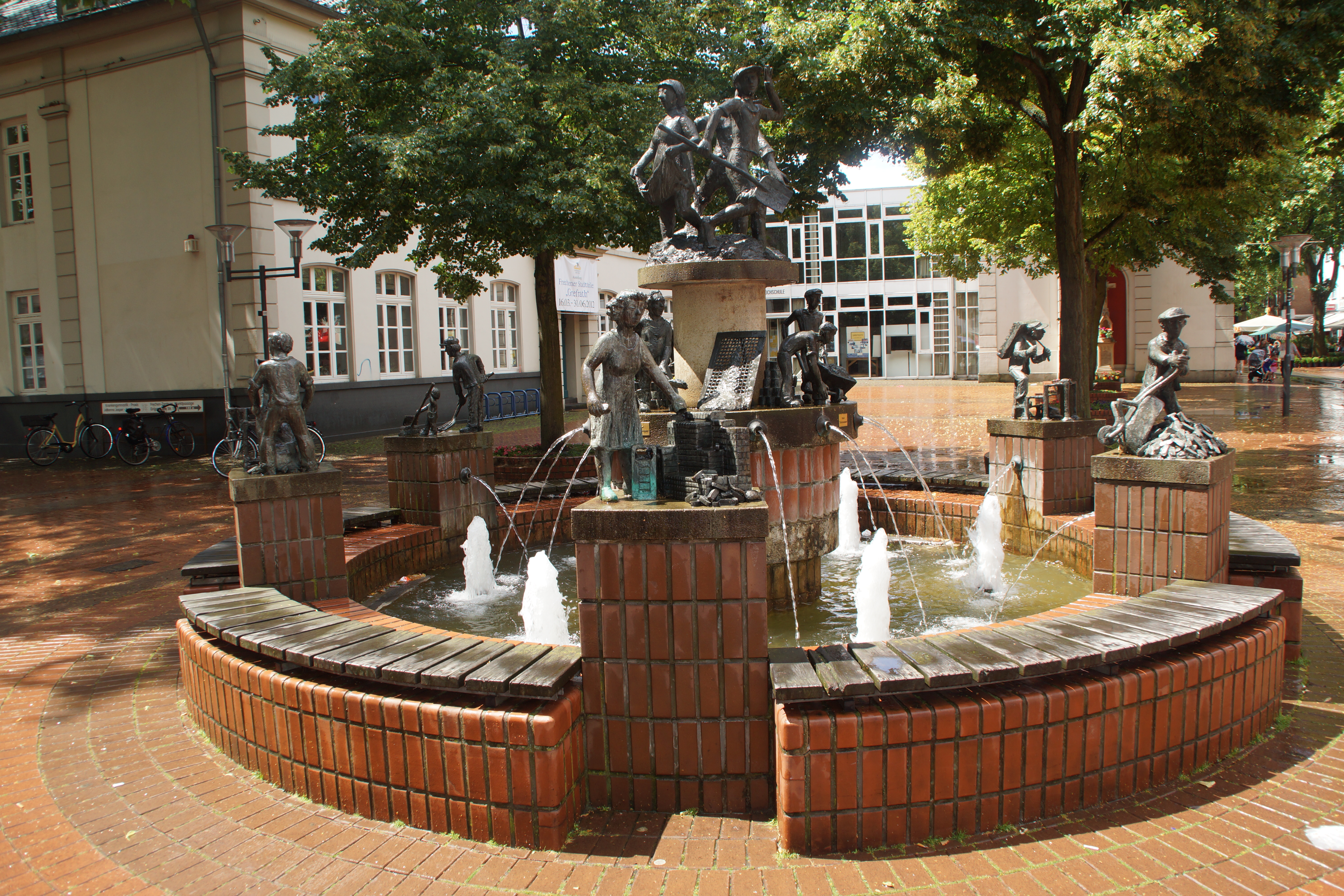
Der Klüttenbrunnen in Frechen, gestaltet von Olaf Höhnen

Als Klütten (Nullplural), Klütt oder Klüt (abgeleitet von niederdeutsch „Kluit“ = „(Erd-)Klumpen“, rheinisch klût) wurden einfache, vorindustriell von Hand hergestellte Braunkohle-Presslinge aus dem Rheinischen Revier bezeichnet. Später wurde der Name im
rheinischen Regiolekt und der kölschen Mundart umgangssprachlich verallgemeinert und auch für industriell gepresste Briketts benutzt.

## Traditionelle Klüttenherstellung
Traditionelle Klütten wurden in der Frühzeit des rheinischen Braunkohlebergbaus im 18. und 19. Jahrhundert von Klüttenbäckern gefertigt. Hierbei handelte es sich vielfach um Bauern, die im Nebenerwerb auf ihren Feldern in Handarbeit kleine Braunkohlegruben betrieben. Diese sogenannte Kuhlen waren nur wenige Meter tief, maximal bis zum Grundwasserspiegel, nicht vergleichbar mit den Großtagebauen späterer Zeit. An eine Wasserhaltung, wie sie damals im Bergbau unter Tage bereits üblich war, und heute für die großen Tagebaue unerlässlich ist, war nicht zu denken.
Zur Herstellung der Klütten wurde die geförderte Braunkohle, damals noch Turff genannt, mit Wasser und anderen Bindemitteln (Ton, Kuhmist, …) vermengt und durch Treten zu einer teigigen Masse geknetet. Die Masse wurde mit Händen und Füßen in hölzerne, kegelstumpfförmige Eimer, sogenannte Klüttenbüttchen, gestampft und dann gestürzt. Die Trocknung der so geformten Körper erfolgte durch das Bänken an der Luft mittels Wind und Sonne. Da die frischen Klütten bei starkem Regen leicht wieder zerfielen, fand die Klüttenherstellung vor allem im Sommer statt. Waren die Klütten ausreichend vorgetrocknet, wurden sie durch Bänke zu Pyramiden von bis zu 100.000 Stück gestapelt die zum Schutz vor Regen mit Strohmatten bedeckt oder unter einem niedrigen Schutzdach oder in einem Schuppen angelegt wurden. Die Klüttenbäckerei erfolgte im Gedinge (Akkord); eine Kameradschaft aus zwei Arbeitern konnte pro Tag etwa 500 Klütten herstellen.

## Eigenschaften

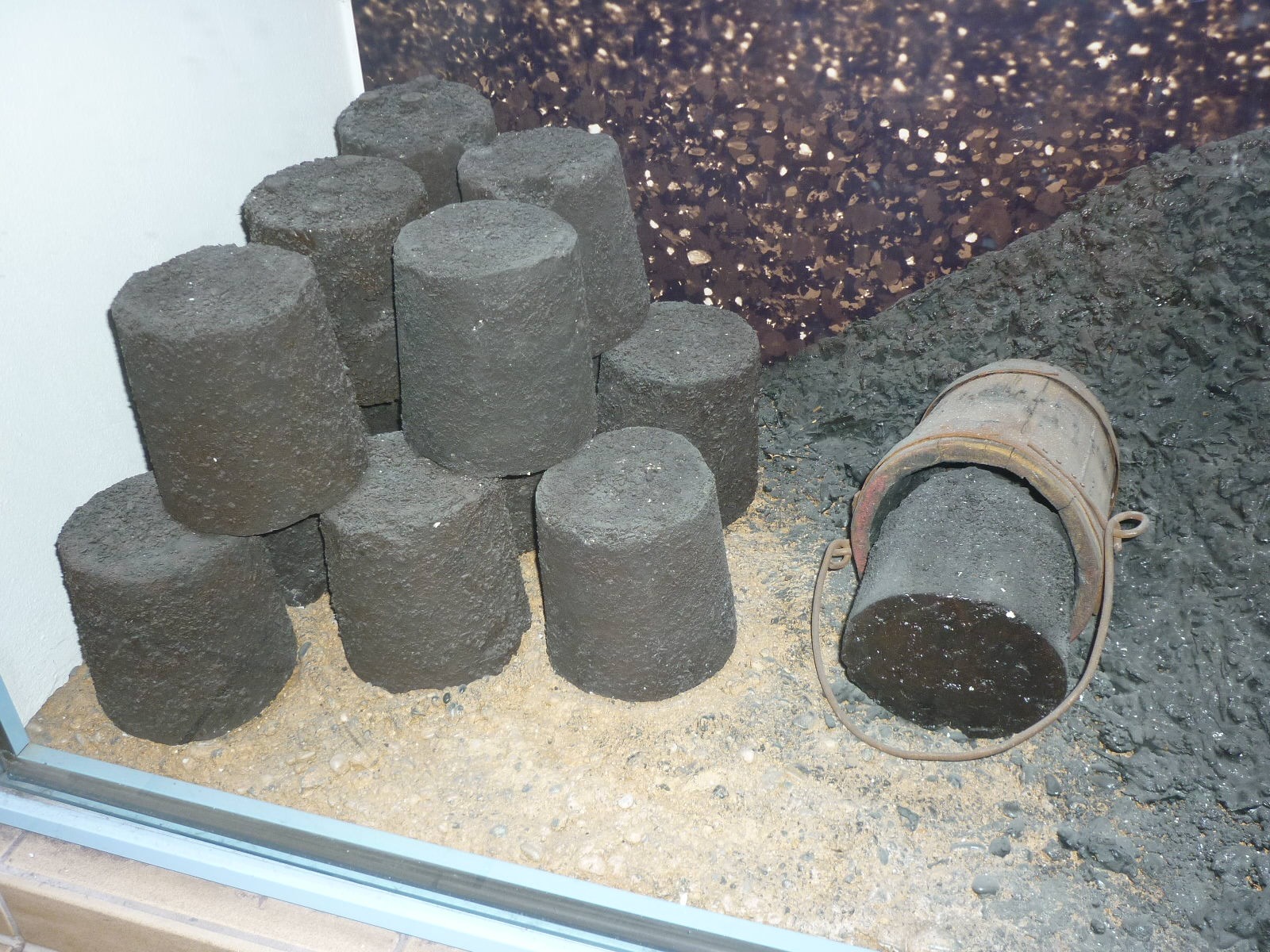
Klüttenherstellung – Nachbildung im Deutschen Museum München

Eine Klütte wog in nassem Zustand etwa 6 Pfund, getrocknet etwa 4 Pfund. Asche- und Schwefelgehalt entsprachen der Rohbraunkohle und konnten durch den Einsatz entsprechender Bindemittel sogar noch erhöht sein. Da damals keinerlei Rauchgasentschwefelung oder anderweitige Nachbereitung der Rauchgase erfolgte, wurden sämtliche umwelt- und gesundheitsschädlichen Verbrennungsprodukte ungehindert in die Luft abgegeben. Trotz der oftmals erheblichen Belastung mit Schwermetallen wurde die Asche teilweise – ähnlich wie Holzasche – als Dünger auf die Felder ausgebracht.
Durch die Trocknung nahm der Wassergehalt der Braunkohle ab (von über 60 % bei günstiger Witterung herunter auf bis zu 35 %). Aber auch ohne Reduzierung des Wassergehaltes bedeutete die Verarbeitung der Kohle zu Klütten eine Aufwertung, denn in stückiger Form war die Kohle leichter zu lagern, zu transportieren und zu handeln. Neben der Tatsache, dass feuchte Materialien üblicherweise schlechter brennen, ist aufgrund der hohen Verdampfungsenthalpie von Wasser der Unterschied zwischen Brennwert und Heizwert umso höher, je mehr Wasser im Brennstoff enthalten ist. Hinzu kommt, dass mittransportierte Feuchtigkeit die Kosten erhöht aber keinen Nutzen bringt. Noch heute erfolgt die Verarbeitung der Rohbraunkohle (zu Briketts oder zur Verstromung im Braunkohlekraftwerk) daher in unmittelbarer räumlicher Nähe zum Abbaugebiet – oftmals sogar innerhalb der Reichweite von Förderbändern oder werkseigenen Grubenbahnen.

## Verwendung
Die Klütten dienten vor allem der armen Landbevölkerung als Hausbrand, das heißt als Brennstoff für den Herd, denn Braunkohle brennt auch in vorgetrockneter Form relativ schlecht (hoher Wasser- und Aschegehalt → schlechter Heizwert, viel Qualm, starker Geruch, …) und war deshalb gegenüber teurer Steinkohle und Holz minderwertig. Für die damals entstehende Schwerindustrie war Braunkohle so nicht brauchbar; nur vereinzelt wurde lokales Kleingewerbe (Brauereien, Ziegeleien, …) für deren Bedarf an Prozesswärme beliefert.

## Verdrängung durch industriell gefertigte Briketts
Ende des 19. Jahrhunderts wurden die traditionellen Klütten immer mehr von maschinell gefertigten Nasspresssteinen, noch später dann durch die Erfindung der Brikettpresse durch Carl Exter von trocken gepressten Briketts aus den damals zahlreich entstandenen Brikettfabriken verdrängt.